# Henryk Ciecióra
Henryk Ciecióra (ur. w 1947) – polski lekkoatleta, specjalizujący się w biegach sprinterskich.

## Osiągnięcia
- Europejskie igrzyska juniorów
  - Odessa 1966 – brązowy medal w sztafecie 4 × 100 m
- Mistrzostwa Polski seniorów w lekkoatletyce
  - Chorzów 1967 – brązowy medal w biegu na 100 m

## Rekordy życiowe
- bieg na 100 metrów
  - stadion – 10,5 (Debreczyn 1967)